# Мемуро

42°54′43″ пн. ш. 143°3′3″ сх. д. / 42.91194° пн. ш. 143.05083° сх. д.
Мемуро́ (яп. 芽室町, めむろちょう, МФА: [memuɾo t͡ɕoː]) — містечко в Японії, в повіті Касай округу Токаті префектури Хоккайдо. Станом на 1 жовтня 2008 року площа містечка становила 513,91 км². Станом на 31 березня 2017 населення містечка становило 18 810 осіб.